# Irmandiños: a revolta
Irmandiños: a revolta fue un juego de rol en vivo desarrollado por la empresa 13NEGATIVO, y la Consejería de Juventud de la Junta de Galicia entre los años 2006 y 2008, con el objetivo de divulgar la historia medieval de esta Comunidad y poner en valor su patrimonio para favorecer su aprovechamiento turístico. El evento recreaba el ficticio asedio del Castillo de Monterrey dentro de la segunda Revuelta Irmandiña, incluyendo un gran número de participantes en cada bando, motivo por el que su edición del 2007 fue recogida en el Libro Guinness. Se desarrollaba durante un fin de semana completo, desde la tarde del viernes hasta el domingo al mediodía. Con su celebración la Junta de Galicia publicó un libro, a modo de manual, en el que además del reglamento, se incluía una completa crónica histórica de la época, información de necesario conocimiento durante el evento.

## Trama
"Irmandiños: a revolta" se ubicaba dentro del contexto histórico de la segunda revuelta irmandiña. Durante dicha revuelta las irmandades, milicias formadas por diversos grupos sociales, se opusieron militarmente a la alta nobleza, contando con el apoyo de Enrique IV de Castilla, que se encontraba inmerso en una lucha por el trono con la nobleza que respaldaba a su hermano Alfonso.
La revuelta fue un éxito y derivó en la formación de un ejército irmandiño, que se estima que llegó a contar con 80.000 efectivos. Dicho ejército asedió y derribó multitud de castillos en Galicia, haciendo huir a la alta nobleza. La Santa Irmandade gobernó de facto Galicia entre los años 1466 y 1468. En este año Enrique IV de Castilla firma el tratado de los Toros de Guisando, que da por concluida la guerra sucesoria en Castilla.
En esta nueva situación, la Santa Irmandade y el ejército irmandiño pierden el apoyo real, y la nobleza expulsada reúne apoyos para recuperar sus posiciones. 
En la trama del juego, ya incorporando elementos ficticios, los ejércitos del arzobispo Fonseca y Juan de Pimentel regresan a Galicia y se asientan temporalmente en el castillo de Monterrey, propiedad de la familia Zúñiga. Mientras tanto, un ejército irmandiño comandado por Alonso de Lanzós se apresura a hacerles frente.

## Reglas del juego
"Irmandiños: a revolta" basaba su sistema de juego en el soft-combat. De esta manera los participantes se enfrentaban con réplicas acolchadas de espadas y otras armas, permitiendo un juego fluido y seguro.
Cada participante contaba con unos puntos de vida, que se podían ver modificados por la armadura que portase y otros factores. Cada golpe recibido restaba uno o más de estos puntos, en función del arma. Si un jugador llegaba a cero puntos de vida, moría.
Los jugadores muertos podían, tras una espera de aproximadamente media hora, volver al juego con un nuevo personaje, aunque con menos puntos de vida iniciales. Si un jugador perdía 3 personajes, quedaba fuera del juego.
Para mayor seguridad, no estaban permitidos los golpes en la cabeza y cuello, que estaban incluso penalizados, ni tampoco en el antebrazo ni en los pies. También estaba prohibido escalar las murallas del castillo o acceder a otras zonas escarpadas y peligrosas. 
Estas reglas fueron modificándose a lo largo de las tres ediciones del juego, pero mantuvieron la base de lo aquí explicado.

## Primera edición (2006)
La primera edición de Irmandiños: a revolta se llevó a cabo del 22 al 24 de septiembre de 2006.
Aunque estaba prevista la particiapación de 500 jugadores, al tratarse de la primera edición unido al pronóstico de temporal para esas fechas, redujo el número de jugadores a algo menos de 300. Con ello la distribución inicial de 200 soldados feudales contra 300 irmandiños no se cumplió, resultando en una igualdad aproximada de tropas entre ambos bandos. Los jugadores de cada bando fueron distribuidos en subgrupos: los ejércitos de Fonseca, Pimentel y Zúñiga en el caso del bando feudal, y las irmandades de La Coruña, Lugo, Pontevedra y Orense en el caso irmandiño.
Además de la participación en el juego, la organización ofrecía transporte, comida, alojamiento en tiendas de campaña y, en el caso del bando feudal, ropas y escudos.
A lo largo del fin de semana, las tropas irmandiñas trataron de tomar diversos puntos clave cercanos al castillo, para terminar enfrentándose al ejército feudal en una batalla campal al final del evento. El ejército de Juan de Pimentel, formado por mercenarios, asesinó a su señor y desertó al bando irmandiño. Finalmente la batalla, que fue suspendida debido a la intensa lluvia, fue considerada una ajustada victoria del bando feudal.
Durante esta edición se registraron diversos incidentes motivados por una excesiva hostilidad entre los participantes, así como algunos heridos leves durante las cargas entre ejércitos. Todo esto motivo que la organización suspendiera temporalmente el juego la noche del sábado 23, para pedir a los participantes más calma, y que la batalla final del evento se hiciese por grupos reducidos.
En cualquier caso, el evento fue considerado un éxito al lograr cierta notoriedad y cobertura mediática.

## Segunda edición (2007)
La segunda edición, realizada entre el 5 y el 7 de octubre de 2007, se benefició del éxito de la edición del 2006, por lo que las plazas de jugador, incluso habiendo sido considerablemente ampliadas desde la anterior edición, se cubrieron rápidamente.
Se introdujeron algunos cambios en las reglas. Los puntos de vida, que en la edición anterior eran contabilizados mentalmente por cada jugador, pasaron a tener un soporte físico en forma de pequeñas cartulinas engarzadas en una pulsera. Se ampliaron las armas disponibles, permitiendo usar hachas y lanzas, que podían ser arrojadas. También se incluían unas normas por las que los personajes podían ser curados por unos personajes no jugadores llamados menciñeiras a cambio de monedas del juego. Se acuñaron monedas propias del juego, sustituyendo a las arandelas que se habían usado en la anterior edición. Los jugadores de cada bando fueron también divididos en subgrupos como en la anterior edición, aunque esta vez el bando irmandiño se dividía en grupos en función del estrato social, y no del ámbito geográfico. Cada grupo, así mismo, recibió uns objetivos genéricos, que no siempre coincidían por completo con los intereses de su bando. 
La trama continuaba con el asedio del castillo tras el resultado de la anterior edición. Los mercenarios comenzaron el juego esta vez en el bando irmandiño, y el bando feudal recibía el apoyo una división de cazarrecompensas contratados por el hermano de Juan de Pimentel para vengar su muerte. En el bando irmandiño pronto se hizo notar una gran desunión, que propició diversos intentos de traición y cambios de bando. Durante la noche del sábado, aprovechando un ataque de distracción, un pequeño grupo de jugadores del bando feudal logró infiltrarse en el campamento irmandiño y asesinar a Alonso de Lanzós, líder del ejército irmandiño. La tesorera irmandiña fue también asesinada esa noche por la cofradía de mendigos, y el dinero usado para asegurarse la lealtad de los mercenarios.
De esta manera, el domingo don Paio Rodríguez, líder de una de las cofradías, fue elegido líder del ejército irmandiño, que se enfrentó al ejército nobiliario en una batalla campal con más de 500 participantes. El resultado fue una contundente derrota del ejército irmandiño. Durante esta batalla las tropas nobiliarias sorprendieron con el uso de catapultas artesanales, construidas por algunos jugadores a lo largo de la noche, y validadas por la organización.
Al finalizar el evento, cada jugador recibió gratuitamente un ejemplar del juego de rol As Crónicas de Gáidil.
Esta edición obtuvo el reconocimiento del Libro Guinness como el juego de rol en vivo con más participantes en España.

## Tercera edición (2008)
La tercera edición de irmandiños se llevó a cabo del 26 al 28 de septiembre de 2008.
Se introdujeron nuevas reglas encaminadas a aumentar la seguridad: se prohibió totalmente el combate nocturno (antes permitido hasta determinadas horas), se prohibió correr, se aumentaron las zonas no transitables así como el número de árbitros y las normas en el manejo de las armas. Muchas de estas normas no tuvieron una buena acogida entre algunos jugadores, que consideraban que restaban fluidez al juego. También se aumentaron las posibilidades en cuanto a armas: se permitió el uso de arcos y mandobles, si bien el arma que más notoriedad alcanzó fue la lanza rígida (fabricada con un alma de PVC), lo que modificó la forma de lucha respecto a anteriores ediciones. También se incluyeron reglas para el uso de catapultas, esta vez fabricadas previamente por la organización. Se redujeron las horas de juego, al llegar a Monterrey los jugadores a última hora del viernes.
La trama avanzaba algunos años en el tiempo, abandonando el recreacionismo histórico relativamente fiel de las ediciones anteriores, para centrarse en una supuesta revuelta del pueblo de Monterrey una vez derrotada la revuelta irmandiña y vuelto a instaurar el sistema feudal en Galicia. La trama de la partida propició que las tropas del conde Zúñiga pactasen con algunas de las clases sociales más acomodadas (burgueses, hidalgos y monjes), pasándose al bando irmandiño en su lucha contra las tropas de Fonseca. Aunque el sábado a la tarde las abundantes tropas irmandiñas se disponían a tomar el débilmente defendido castillo, la organización lo impidió, forzando a los jugadores a esperar al domingo para realizar una batalla campal.
En esta situación, se conforman 3 bandos: Las tropas de Fonseca apoyadas por los cazarrecompensas de Pimentel, las tropas de Zúñiga apoyadas por los mercenarios de Pedro Madruga, y las cofradías de mercenarios, hidalgos, burgueses, bachilleres y monjes, y el bando irmandiño, formado por las restantes cofradías: campesinos, trobadores, marineros, mendigos y bandidos.
En la mañana del domingo se enfrentan las tropas de Fonseca y Pimentel contra Zúñiga y sus aliados. Finalmente, ante la demora en la resolución de la batalla, el bando irmandiño se posiciona del lado de las tropas de Zúñiga. Los soldados de Fonseca y Pimentel fueron ampliamente superados en número y derrotados.
Aunque no se produjeron incidentes de gravedad, hubo una gran controversia entre los jugadores, que se quejaban de la excesiva linealidad y falta de libertad de la trama. Un grupo de jugadores llegó a realizar una sentada de protesta justo antes del inicio de la batalla final, cuando ya estaban desplazados los equipos de televisión que cubrían el evento. Esto generó más tarde duros comunicados por parte de 13negativo y respuestas diversas entre los participantes.

## Cuarta edición (no realizada)
La cuarta edición estaba prevista para septiembre-octubre del 2009. Sin embargo, la Junta, tras un cambio de gobierno, suspendió la actividad. Los jugadores, organizados a través de foros y redes sociales como Facebook, enviaron cientos de e-mails solicitando la realización del evento y mostrando su apoyo al mismo.
La Junta rectificó, y anunció que la edición del 2009 no podría llevarse a cabo por la falta de presupuesto en el contexto de la crisis económica, pero que trabajaría en una edición con menor presupuesto para la primavera del 2010, ampliando el juego e implicando a más ayuntamientos, incluso algunos ayuntamientos portugueses. Más tarde la edición del 2010 fue retrasada para otoño, y finalmente fue suspendida sin ningún comunicado oficial, generando un gran descontento entre los participantes de anteriores ediciones.